# Bio-MEMS
Bio-MEMS (angličtina Biological Microelectromechanical Systems) jsou skupiny mikrosenzorů a mikrosystémů, MEMS, jenž se využívají v biologii či biomedicíně. Kardiostimulátory, Lab-on-a-chip (laboratoř na čipu), inzulínové mikro pumpy a mnohé další technologie, se uplatňují především díky svým malým rozměrům, přesnosti, a nízké ceně. Ať už se jedná o skenování lidské DNA, náhrady lidských částí, jenž byly donedávna nemožné, či diagnostika látky namísto ve velkých laboratořích přímo na místě odběru. Rozšíření těchto technologií může v budoucnosti vést k prodloužení lidského života, či pozměnění chápání sebe sama jakožto živého organismu, který bude vylepšen o tyto nové systémy.

## Teoretický popis
V oblasti biologie narážíme na problémy detekce či analýzy buněk, které reagují na biomechanické stimuly například dělením, kontrakcí, sekrecí, pohyblivostí, nebo přilnavostí. Pro bližší pochopení těchto změn byly vyvinuty biologické mikroelektromechanické systémy, které poskytují vysoký stupeň kontroly nad podněty, které buňky přijímají od okolí. Nejen analýza (detekce), ale také diagnostika, léčebné terapie, podávání léků a kultivace buněk jsou oblasti, ve kterých se BioMEMS technologie využívají a s výbornými výsledky nahrazují dříve používané metody či systémy.

## Využití

### Umělá sítnice
Čím je člověk starší, tím více dochází k degeneraci sítnice a následně i ztrátě ostrého vidění zprostředkovaného žlutou skvrnou. V roce 2011 voperoval německý tým z institutu pro oftalmologický výzkum 10 lidem umělou sítnici, jejímž základem je čip o rozměrech 3x3 mm a tloušťce 0,1 mm. Čip disponuje 1500 fotodiodami, zesilovači a elektrodami. Čip reaguje na dopadající světlo a dráždí nervové buňky sítnice. Ty převádí impulzy do zrakového nervu, který pak dráždí zrakové centrum v mozku. Díky tomu vidí pacienti obraz vytvořený světlem dopadajícím na malou plošku umělé sítnice.

### Laboratoř na čipu
Neboli zařízení, které integruje několik laboratorních funkcí na jednom čipu. Využívá se například k chemické analýze, monitorování měřeného prostředí, diagnostice v medicíně či analýze DNA. Základem jsou mikorfluidika (pumpy, ventily, průtokoměry, viskozimetry, multiplexery, dávkovače), která zabezpečují kontrolu nad tokem tekutin v systému. Výhody těchto zařízení jsou jednak celkové rozměry, minimální množství potřebného materiálu k analýze (pikolitry), rychlost diagnostiky zkoumané tekutiny díky vysoké integraci, vysoká účinnost, rychlá odezva systému na změny, absence manuální manipulace a tím kontaminace vzorků. Nevýhody zatím představují převážně náročné zvládnutí technologie a nové jevy, které se objevují v mikrosvětě při manipulování s tak malým množství tekutiny.

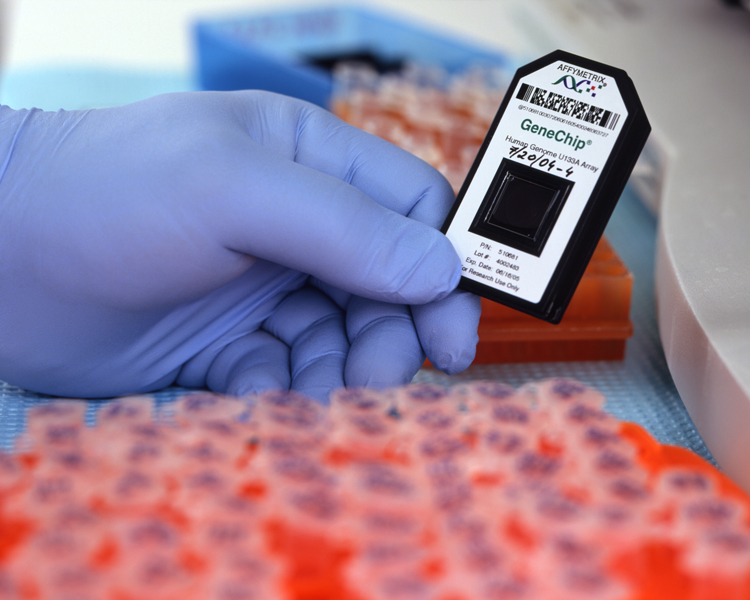
Laboratoř na čipu

### Inzulínová pumpa
Pokud naše tělo začne trpět nedostatkem tvorby inzulínu, hovoříme o cukrovce, neboli diabetu 1. typu, kdežto diabetes 2. typu je způsoben sníženou citlivostí tkání vlastního těla na inzulín. V dnešní době je nejrozšířenější způsob dodávání inzulínu do těla pomocí inzulínových stříkaček, jenž má mnoho nevýhod. Jednak člověk nesmí zapomenout vpíchnout si potřebnou dávku, ale také pro samotné tělo není tento způsob nejvhodnější. U zdravého člověka dochází k produkování inzulínu slinivkou břišní po celý den a takovýto nárazový způsob jeho náhradní dodávky není nejvhodnější. A právě zde přichází na řadu inzulínové mikropumpy, které obsahují BioMEMS technologii, která dokáže dodávat velice malé dávky inzulínu po celý den a tím zpříjemnit život člověka s cukrovkou.

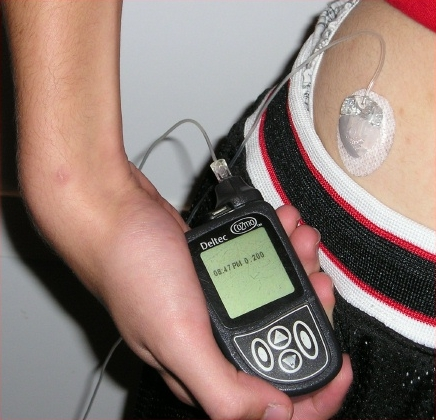
Inzulínová pumpa

#### Princip funkce
Inzulinové pumpy jsou založeny především na mikropumpě, která je díky svým rozměrům schopná dodávat inzulín v jednotkách piko litrů. Jejich funkce je založena na Piezoelektrickém měniči a 2 ventilech. Pokud na něj přivedeme elektrické napětí, membrána začne měnit své rozměry, a tím se buď vypouklí na jednu či onu stranu podle přiložené polarity. V prvním kroku dojde k nasátí určitého množství kapaliny do nasávací komory a následně je určité množství opět vytlačeno druhým koncem dál.